# إلياس حسني
إلياس حسني (مواليد 14 مايو 2005) هو لاعب كرة قدم مغربي يلعب في مركز المهاجم لعب سابقاً في نادي السد القطري معار من باريس سان جيرمان.

## روابط خارجية
- إلياس حسني على موقع الاتحاد الأوربي (الإنجليزية)
- إلياس حسني على موقع إي إس بي إن إف سي (الإنجليزية)
- إلياس حسني على موقع قاعدة بيانات كرة القدم.إي يو (الإنجليزية)
- إلياس حسني على موقع ليكيب (الفرنسية)
- إلياس حسني على موقع Soccerbase.com (لاعب) (الإنجليزية)
- إلياس حسني على موقع Soccerway.com (الإنجليزية)